# Елиаш да Силва
Елиаш Алвеш да Силва, популярен просто като Елиаш (роден на 4 септември 1981 г.), е бразилски футболист, който играе като полузащитник. Той има и португалско гражданство.